# Stefan VI (hospodar mołdawski)
Stefan VI (rum. Ștefan Rareș; zm. 1552) – hospodar Mołdawii w latach 1551–1552 z rodu Muszatowiczów.
Był synem hospodara Piotra III Raresza. Objął tron po ucieczce z kraju swego starszego brata Eliasza II w 1551. Pragnął doprowadzić do uniezależnienia swego kraju od Imperium osmańskiego, jednak jego próby porozumienia z Polską, a następnie z Habsburgami nie przyniosły efektu – sąsiedzi ci nie chcieli zadrażniać swych stosunków z Turcją. W 1552 został zamordowany.